# Roman Hubník
Roman Hubník (Vsetin, República Checa, 6 de junio de 1984) es un exfutbolista checo que jugaba de defensa.

## Selección nacional
Debutó con la selección sub-23 de fútbol de la República Checa, después de años debutó para la selección de fútbol de la República Checa en un amistoso contra la selección de fútbol de Malta, donde el seleccionado checo ganó por 1 a 0. En toda su carrera internacional jugó 30 partidos anotando 3 goles en ellos.

## Clubes
| Club                         | País            | Año       |
| ---------------------------- | --------------- | --------- |
| S. K. Sigma Olomouc          | República Checa | 2002-2007 |
| F. C. Moscú (cedido)         | Rusia           | 2007      |
| F. C. Moscú                  | Rusia           | 2007-2010 |
| A. C. Sparta Praga (cedido)  | República Checa | 2009      |
| Hertha Berlín (cedido)       | Alemania        | 2010      |
| Hertha Berlín                | Alemania        | 2010-2013 |
| F. C. Viktoria Plzeň         | República Checa | 2013-2020 |
| S. K. Sigma Olomouc (cedido) | República Checa | 2016      |
| S. K. Sigma Olomouc          | República Checa | 2020-2022 |

## Palmarés

### Títulos nacionales
| Título                               | Club                 | País            | Año  |
| ------------------------------------ | -------------------- | --------------- | ---- |
| Liga de Fútbol de la República Checa | F. C. Viktoria Plzeň | República Checa | 2015 |
| Supercopa de la República Checa      | F. C. Viktoria Plzeň | República Checa | 2015 |
| Liga de Fútbol de la República Checa | F. C. Viktoria Plzeň | República Checa | 2016 |
| Liga de Fútbol de la República Checa | F. C. Viktoria Plzeň | República Checa | 2018 |